# Ron Payne
Hon. Ronald „Ron“ George Payne (* 22. Oktober 1925 in Alberton, South Australia; † 9. April 2015 in Adelaide, South Australia) war ein australischer Politiker der Labor Party, der zwischen 1970 und 1989 Mitglied des South Australian House of Assembly sowie zeitweise Minister war.

## Leben
Ronald „Ron“ George Payne besuchte die Thebarton Technical School in Torrensville und trat während des Zweiten Weltkrieges am 2. März 1943 in die Royal Australian Navy ein und diente bis zu seiner Entlassung aus dem Kriegsdienst am 14. August 1946 als Seemann im Depot HMAS Moreton auf dem Marinestützpunkts Brisbane.
Am 20. Mai 1970 wurde Payne für die Labor Party im neu geschaffenen Wahlkreis Mitchell erstmals zum Mitglied der South Australian House of Assembly gewählt, des Unterhauses des Parlaments von South Australia, und vertrat diesen Wahlkreis bis zu seinem Verzicht auf eine erneute Kandidatur bei der Wahl am 25. November 1989, woraufhin sein Parteifreund Paul Holloway diesen Wahlkreis gewann. Während seiner Parlamentszugehörigkeit war er zwischen dem 21. Juni 1973 und dem 24. Juli 1975 erstmals Mitglied des Parlamentarischen Ständigen Ausschusses für öffentliche Arbeiten (Parliamentary Standing Committee on Public Works).
Am 24. Juli 1975 wurde Ron Payne in die zweite Regierung von Premier Don Dunstan berufen und bekleidete in dieser bis zum 15. Februar 1979 das Amt als Minister für Gemeinwohl (Minister of Community Welfare). Zugleich war er zwischen dem 24. Juli und dem 8. Oktober 1975 noch Minister für Preise und Verbraucherangelegenheiten (Minister of Prices and Consumer Affairs). In der darauf folgenden Regierung von Premier Des Corcoran bekleidete er zwischen dem 15. Februar und dem 15. März 1979 erst weiterhin das Amt als Minister für Gemeinwohl und fungierte nach einer Umbildung der Regierung Corcoran vom 15. März bis zum 18. September 1979 als Minister für Wohnungswesen (Minister of Housing), Planungsminister (Minister of Planning) und als Minister für Wasserressourcen (Minister of Water Resources). Am 13. Dezember 1979 wurde ihm der Höflichkeitstitel The Honourable verliehen. Nach der Niederlage der ALP bei der Wahl am 15. September 1979 war er in der darauf folgenden Oppositionszeit zwischen dem 15. Dezember 1979 und dem 10. November 1982 erneut Mitglied des Parlamentarischen Ständigen Ausschusses für öffentliche Arbeiten.
Nach dem Sieg der ALP bei der Wahl am 6. November 1982 wurde Ron Payne in die Regierung von Premier John Bannon berufen und übernahm vom 10. November 1982 bis zum 29. Juli 1988 schließlich noch das Amt als Minister für Bergbau und Energie (Minister of Mines and Energy).

## Hintergrundliteratur
- Parliament of South Australia: Statistical Record of the Legislature 1836–2007 (Memento vom 11. März 2019 im Internet Archive)

## Weblink
- Hon Ronald Payne. In: Parlament von South Australia. Abgerufen am 25. April 2024 (englisch).